# Гай Фаний Страбон (консул 161 пр.н.е.)
Вижте пояснителната страница за други личности с името Гай Фаний Страбон.
Гай Фаний Страбон (на латински: Caius Fannius Strabo) e политик на Римската република през 2 век пр.н.е. от фамилията Фании, клон Страбон.
През 161 пр.н.е. е избран за консул заедно с Марк Валерий Месала. Фаний пише lex sumtuaria.
Той е баща на Гай Фаний Страбон (консул 122 пр.н.е.).